# Ogrizek
Ogrizek je priimek več znanih Slovencev:
- Albert Ogrizek (1891—1970), hrvaški akademik, univ. profesor, strokovnjak za živinorejo
- Andrej Ogrizek (1909—1988), strojni in tekstilni tehnik
- Anton Ogrizek (1887—?), politik, urednik
- Boris Ogrizek (1922—?), nevropsihiater
- Dore (Teodor) Ogrizek (1898/9—1983), založnik in publicist v Parizu
- Dušan Ogrizek (*1940), pravnik, vrhovni sodnik, prevajalec
- Franci Ogrizek (1922/3—?), jazz-glasbenik, baritonist, kulturni animator; biolog
- Jakob Ogrizek (1874—?),
- Klemen Ogrizek, bobnar, terarist ?
- Ludvik Ogrizek (1906—1944), član organizacije TIGR in borec NOB
- Marjan Ogrizek (1910—1971), planinec, pravnik (sodnik)
- Maša Ogrizek (*1973), literarna kritičarka, otroška pisateljica
- Miloš Ogrizek - Samo (1915—2000), obveščevalec (VOS, UDV)